# Pseudocifela

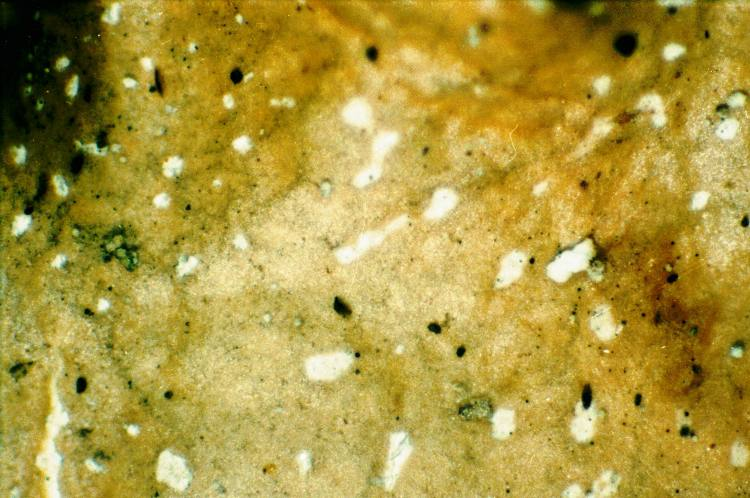
Pseudocifelas sobre la superficie superior de un lóbulo del liquen Cetrelia cetrarioides.

Las pseudocifelas son estructuras presentes en hongos liquenizados que actúan como pequeños poros en la superficie externa del liquen y que permiten el intercambio de gases entre el exterior y la capa gonidial. 
Las pseudocifelas aparecen como pequeñas máculas en la superficie del talo donde las hifas de la capa medular se extienden a la superficie desplazando las hifas del córtex y formando regiones de hifas laxas a través de las cuales y gracias a la hidrofobicidad de la médula penetra el CO2 utilizado por las células de alga para realizar la fotosíntesis. Pueden presentarse en las dos caras del talo liquénico como pequeñas manchas o líneas de color claro. Aparece en pocos géneros, principalmente Alectoria, Bryoria, Coelocaulon y Pseudocyphellaria. Suelen ser del mismo color que la médula, generalmente blancos, pero también amarillos en algunas especies.